# Euacidalia brownsvillea
Euacidalia brownsvillea là một loài bướm đêm trong họ Geometridae.